# 니켈로디언
니켈로디언(영어: Nickelodeon, 줄여서 닉(영어: Nick))은 바이어컴CBS의 자회사인 바이어컴 미디어 네트웍스에서 운영하는 미국의 케이블 및 위성 텔레비전 채널이다. 어린이들을 겨낭한 애니메이션이나 텔레비전 게임 쇼, 시트콤 등을 방송하며 매년 Kid's Choice Award를 개최한다. 대표적인 프로그램으로는 네모바지 스폰지밥, 닌자 거북이, 링컨의 집에서 살아남기, 티미의 못말리는 수호천사, 앨빈과 슈퍼밴드, 마다가스카의 펭귄이 있다.

## 같이 보기
- 카툰네트워크
- 카투니토